# 1355
Évszázadok: 13. század – 14. század – 15. század
Évtizedek: 1300-as évek – 1310-es évek – 1320-as évek – 1330-as évek – 1340-es évek – 1350-es évek – 1360-as évek – 1370-es évek – 1380-as évek – 1390-es évek – 1400-as évek
Évek: 1350 – 1351 – 1352 – 1353 –  1354 – 1355 – 1356 – 1357 – 1358 – 1359 – 1360

## Események

### Határozott dátumú események
- január 6. – IV. Károlyt Itália királyává koronázzák (1378-ig uralkodik).
- január 7. – IV. Alfonz portugál király orgyilkosokat küld Inês de Castrónak, fiának Pedro herceg szeretőjének meggyilkolására. Pedro fellázad és polgárháború tör ki az országban.
- április 5. – IV. Károlyt német-római császárrá koronázzák (1378-ig uralkodik).
- április 21. – Giovanni Gradenigo velencei dózse megválasztása (1356-ig uralkodik).
- október 16. – III. Frigyes szicíliai király (I. Lajos öccse) trónra lépése (1377-ig uralkodik).
- december 20. – Dusán Istvánt IV. Uroš István cár követi a szerb trónon (1371-ig uralkodik).

### Határozatlan dátumú események
- augusztus – Az első Nesbit Moor-i csatában a skótok legyőzik az angolokat.[1]
- az év folyamán – 
  - I. Lajos magyar király két hadjáratban legyőzi Dusán István szerb cár seregét és visszafoglalja Hulmot.
  - II. Fülöp tarantói herceg és Nápolyi Mária esküvője.
  - VI. Haakon foglalja el a norvég királyi trónt.[2]

## Születések
- január 7. – Thomas Woodstock, III. Eduárd angol király fia

## Halálozások
- január 7. – Inês de Castro Pedro portugál királyi herceg szeretője (meggyilkolták)
- október 16. – I. Lajos szicíliai király (* 1337).
- december 20. – Dusán István szerb cár.